# Вустер, Дин Конант
Дин Конант Вустер (англ. Dean Conant Worcester; 1 октября 1866 — 2 мая 1924) — американский зоолог и чиновник. Построил карьеру на Филиппинах, в управлении которыми принимал участие. Являлся противником их независимости и верил в колониальную миссию. В публикации 1908 года (статья в испанской газете El Renacimiento) его обвиняли во множестве злоупотреблений. Там же, на Филиппинах, занимался бизнесом. Скончался от заболевания сердца. Похоронен в родном Вермонте.
Был членом Королевского географического общества.

## Книги Дина Конанта Вустера
- Bourns, F.S. & Worcester, D.C. 1894. Preliminary notes on the birds and mammals collected by the Menage scientific expedition to the Philippine Islands. Occasional Papers of the Minnesota Academy of Natural Sciences. 1: pp. 64.
- Dean Conant Worcester. The Philippine Islands and their people: a record of personal observation and experience, with a short summary of the most important facts in the history of the archipelago. [With illustrations.]. — New York, 1898. — 556 с.